# 巴瓜
巴瓜是秘魯的城市，位於該國西北部，距離查查波亞斯162公里，由亞馬孫大區負責管轄，海拔高度400米，每年平均降雨量600至800毫米，該地區自公元前20,000年有人類居住。

## 外部連結
- Bagua Homepage (in Spanish) （页面存档备份，存于）

5°38′S 78°32′W / 5.633°S 78.533°W